# 孙建军
孙建军（1973年3月31日—），出生于天津市，是已退役的中国职业足球运动员，整个球员生涯一直效力于天津泰达俱乐部。1992年上调至天津一队,同年首次代表球队出战，1994年作为主力代表天津队参加首年甲B联赛，1995年代表天津三星首次参加甲A联赛，长年作为天津队主力左边前卫和主力后腰。巅峰时期身披天津队8号球衣，当时与7号迟嵘亮、9号张效瑞、10号于根伟组成天津队的黄金中场，代表天津队在顶级联赛中出场189次，打入16球。曾经入选过各级国家队。2004年赛季后宣布退役。 2014年底加入天津松江队教练组，并在赛季中接任下课的主帅德拉岑·拜塞克作为执行教练，直到继任主帅戈兰·托米奇到任后重新担任助理教练。